# Siedem Praw Noego

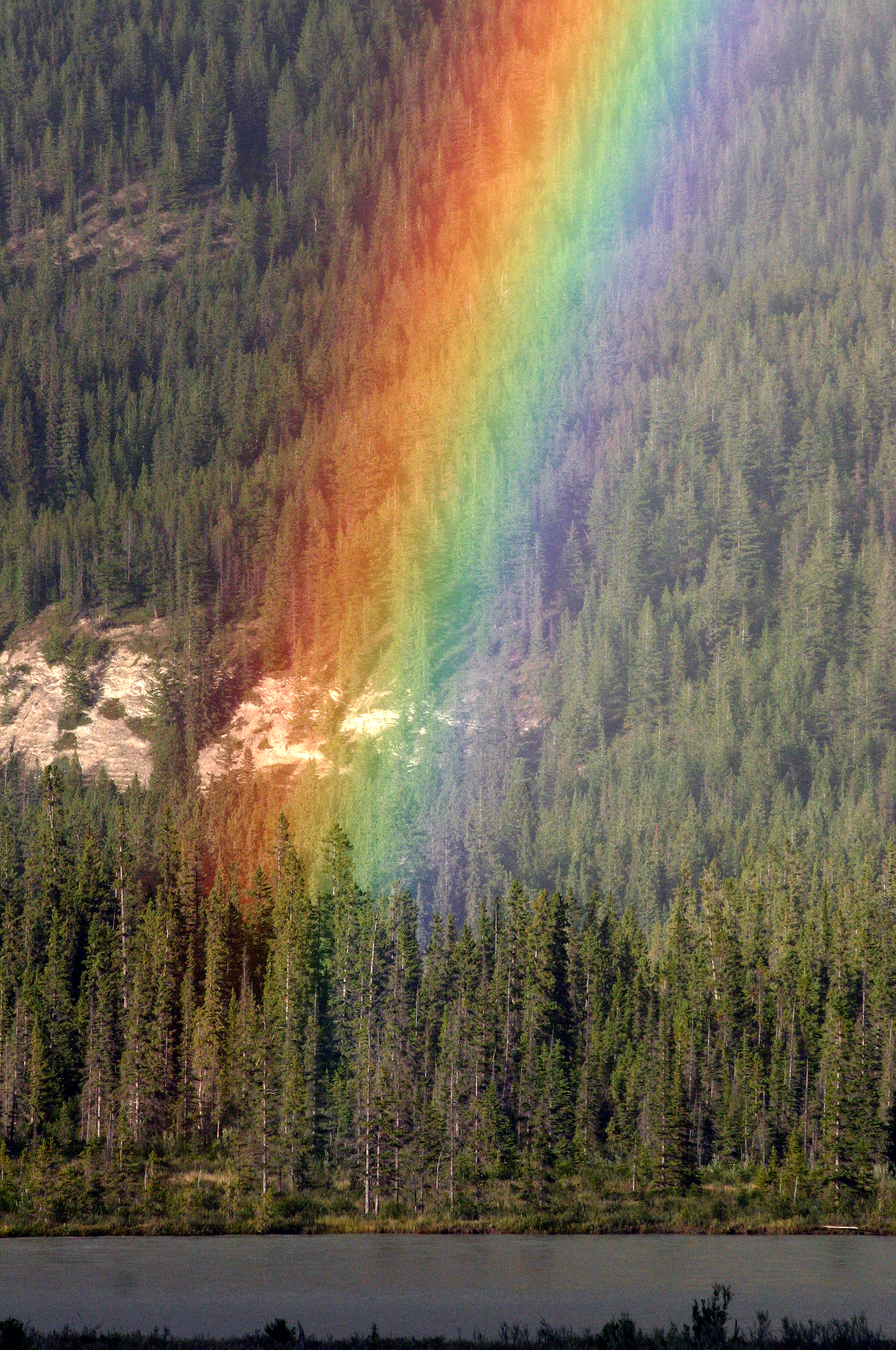
Tęcza jest pradawnym symbolem Noachidów przywołującym wspomnienie siedmiokolorowej tęczy oznaczającej koniec biblijnego potopu.

Siedem Praw Noego (hebr. שבע מצוות בני נח, Szewa micwot Bnei Noach), Prawa Noego, Prawa Noachidów – zapis siedmiu przykazań moralnych, które – według biblii hebrajskiej, Tanachu – były dane Noemu przez Boga, jako wiążący całą ludzkość zestaw uniwersalnych praw. 
Według judaizmu każdy nie-żyd, który żyje według tych zasad i uznaje, że pochodzą one od Boga, uznany jest za sprawiedliwego obcego i ma udział w przyszłym świecie. Ktokolwiek żyje według tych praw, ale nie uznaje ich Boskiego pochodzenia, stosując się do nich z przyczyn intelektualnych lub etycznych nazywany jest w literaturze rabinicznej „mądrym nie-żydem”. Osoby żyjące według siedmiu praw Noego zwykły nazywać się Bnei Noach (Dzieci Noego, Potomkowie Noego, hebr. בני נח) lub Noachidami.
Prawa Noego poprzedzone były sześcioma Prawami Adama (uboższymi o przykazanie zabraniające okrucieństwa wobec zwierząt), które Bóg dał Adamowi w Raju. Później, na górze Synaj, siedem Praw Noego zostało zastąpionych przez Dziesięć Przykazań i całą Torę. Wedle religii żydowskiej 613 micwot (l.poj. micwa – przykazanie) zawartych w Torze pisanej, wraz z komentarzami Tory ustnej, wiążą tylko wyznawców judaizmu, jako że miały zostać nałożone na potomków tych, którzy sami zgodzili się je przyjąć. Tora zabrania nie-żydom – których wciąż obowiązują Prawa Noego – stosowania się do niektórych żydowskich micwot (przykazań).
Niektóre organizacje żydowskie, jak np. Chabad, pomagają w organizacji aktywności Bnei Noach, ale sami Noachidzi rzadziej niż inne grupy religijne tworzą sformalizowane wspólnoty i dlatego ich liczba jest słabo znana. W dużej mierze Noachidzi działają w Stanach Zjednoczonych oraz krajach Ameryki Południowej i Europy.

## Siedem Praw
Siedem praw wynika ze słów Tory i komentarza Talmudu:
1. Bałwochwalstwo – Nie będziesz oddawać czci przedmiotom wyobrażającym bóstwa (idolom)
2. Zabójstwo – Nie będziesz mordować
3. Kradzież – Nie będziesz kraść ani rabować
4. Rozwiązłość – Nie będziesz cudzołożyć ani żyć rozwiąźle
5. Bluźnierstwo – Nie będziesz bluźnić imieniu Boga
6. Okrucieństwo wobec zwierząt – Nie będziesz spożywać mięsa wyciętego z żywego zwierzęcia
7. Sprawiedliwość – Zorganizujesz system sądownictwa, by orzekać, wymierzać sprawiedliwość i dbać o przestrzeganie powyższych przykazań

## Kategorie Siedmiu Praw
Prawa Noachidów składają się z siedmiu fundamentalnych przykazań, które zwykło się postrzegać jako siedem kategorii zawierających inne prawa szczegółowe.
Różne źródła rabiniczne mają odrębne podejście do sposobu podziału na owe kategorie. Na przykład: Majmonides zwraca uwagę na dodatkowe przykazanie zabraniające krzyżowania różnych gatunków zwierząt i drzew. Komentator jego dzieł, Radbaz, wyraził zdziwienie, że Majmonides nie wspomniał kastracji i czarnoksięstwa, które wymienia Talmud.
Rabin Gaon Saadja ben Josef dodał w X wieku nakaz zapłaty dziesięciny i przestrzegania prawa lewiratu. Wiek później Gaon Nissim stwierdził, że ludzie powinni "słuchać Głosu Boga", "poznawać Boga" i "służyć Mu" oraz że wszystkie pobożne czyny poparte ludzkim rozumem są wiążące tak dla żydów, jak i nie-żydów. W XIV wieku rabin Nissim ben Reuven z Girony dodał nakaz dobroczynności.
W XVI wieku rabin Menahem Azaria z Fano w swoim dziele Asara Maamarot wylicza trzydzieści przykazań, gdzie 23 jest rozwinięciem oryginalnych siedmiu. W komentarzu do dzieła sugeruje się, że dodatkowe przykazania nie są związane z Siedmioma Prawami, nie wynikają z Pisma, lecz są częścią ustnej tradycji. Liczba 30 przykazań ma wynikać ze słów talmudycznej księgi Ulla, choć wymienia się tam tylko 3 dodatkowe prawa: zakaz homoseksualizmu i kanibalizmu oraz polecenie szanowania Tory.
Wielki komentator Tory, Raszi, odnotował, że nie wie jak odnieść się do pozostałych przykazań. Jednak przyjmuje się, że liczbę trzydziestu nakazów można wynieść ze słów Ulli.
Choć w X wieku Gaon Szmuel ben Hofni z Sury przedstawił usystematyzowany spis trzydziestu Praw Noachidów wynikających z Ulli, to jego dzieło sprawia problemy. Zawarł bowiem zakazy samobójstwa i krzywoprzysięstwa oraz nakazy modlitwy, ofiary i szacunku dla rodziców.
Według Gaona Szmuela trzydzieści praw i wynikających zeń przykazań przedstawia się następująco:

### Bałwochwalstwo
- Zakaz bałwochwalstwa
- Nakaz modlenia się tylko do Boga
- Nakaz oddawania ofiar tylko Bogu

Wykładnia rabiniczna: Esencją siedmiu praw jest zakaz bałwochwalstwa, idolatrii. Człowiek neguje sens istnienia religii w świecie oddając cześć bóstwu (bożkowi) zamiast stwórcy. Ludzkości nie wolno służyć lub oddawać boskiej czci żadnej istocie lub rzeczy – innemu człowiekowi, aniołowi, zwierzęciu, roślinie, gwieździe czy żywiołowi.

### Bluźnierstwo
- Nakaz wiary w jedność i jedyność[11] Boga (zob. monoteizm)
- Zakaz bluźnierstwa
- Zakaz uprawiania magii
- Zakaz wróżenia
- Zakaz przywoływania duchów
- Zakaz czarnoksięstwa
- Zakaz rozmów z duchami
- Zakaz studiowania demonologii
- Zakaz rzucania czarów
- Zakaz nekromancji
- Nakaz szanowania rodziców

Wykładnia rabiniczna: Bluźnierstwo to przeklinanie stwórcy lub jego dzieł za pomocą jego imienia. Nadużywanie boskiego imienia jest objawem niepełnej wiary w Boga lub w jego jedność, która może objawiać się w fałszywym twierdzeniu, że są dwie równe moce i dwa światy – boski i szatański – i nie może być akceptowalne, ponieważ neguje fakt, że Bóg jest panem całego stworzenia.

### Zabójstwo
- Zakaz zabijania[12]
- Zakaz popełniania samobójstwa
- Zakaz czczenia Molocha (ofiary z dzieci)
- Zakaz aborcji[13], według interpretacji Majmonidesa

Wykładnia rabiniczna: Ludziom nie wolno zabijać innych ludzi. Nawet, gdy osobie każe się zabić, strasząc zabiciem jej (lub drogiej jej osoby), nie wolno jej przelewać krwi. Gdy ktoś czyha na życie innej osoby, ta może się bronić, ale musi wystrzegać się jakichkolwiek czynów prowadzących do zabójstwa. Eutanazja i samobójstwo są uznawane za zabójstwo. Kara główna, jako pochodząca z nakazu boskiego, jest jedynym sposobem pozbawienia życia (ale tylko sprawiedliwie orzeczona).

### Kradzież
- Zakaz kradzieży[14]
- Zakaz porywania ludzi

Wykładnia rabiniczna: Ludziom nie wolno kraść niczego, co należy do innej osoby. Dotyczy to bytów materialnych (cudza własność, pieniądze) jak i niematerialnych, np.: przez zgwałcenie lub nawet uwiedzenie kobiety, pozbawia się ją jej godności; przez oszukiwanie pracodawcy, pozbawia się go zysku; przez porwanie człowieka, pozbawia się go wolności.

### Rozwiązłość
- Zakaz cudzołóstwa[16]
- Nakaz formalizacji instytucji małżeństwa
- Zakaz kazirodztwa
- Zakaz sodomii (tj. stosunku analnego między mężczyznami)
- Zakaz zoofilii
- Zakaz kastracji

Wykładnia rabiniczna: Nieodpowiednie zachowania seksualne są zabronione. Bóg dał ludzkości bardzo jasne przykazania dotyczące odpowiednich zachowań oraz związków seksualnych i nigdy nie zezwolił żadnej istocie na łamanie tych praw ze względu na "naturę" tej istoty. Człowiek powinien zawsze postępować wedle woli boskiej i powstrzymywać się od zakazanych czynności.

### Okrucieństwo wobec zwierząt
- Zakaz spożywania mięsa[17] wyciętego z żywego zwierzęcia[16]
- Zakaz jedzenia i picia krwi
- Zakaz jedzenia padliny

Wykładnia rabiniczna: Zakaz dotyczy natury duchowej człowieka, a nie kwestii zdrowotnych czy higienicznych. Jedzenie mięsa wyciętego z żywego zwierzęcia (w każdej postaci) jest źródłem okrucieństwa i wskazuje na brutalny egoizm jedzącego. Spożywanie krwi – pod jakąkolwiek postacią – jest zabronione, ponieważ niesie ona życie.

### Sprawiedliwość
- Nakaz organizacji systemu sądownictwa[19]
- Zakaz krzywoprzysięstwa

Wykładnia rabiniczna: Ludzie powinni ustanowić instytucję sądów wspierających wypełnianie Siedmiu Praw Noego. Nazywanie praw noachidzkich "prawem" jest bezcelowe, jeśli nie ma instancji egzekwującej ich wykonanie, gdy zachodzi taka potrzeba.

## Prawa Noego w świetleHalachy
Według tradycji żydowskiej zawartej w Talmudzie, Prawa Noachidzkie dotyczą całej ludzkości przez fakt, że wszyscy ludzie są potomkami Noego – głowy jedynej rodziny ludzkiej, której dane było przeżyć potop. W judaizmie terminem Bnei Noach (Potomkowie Noego, Dzieci Noego) określa się wszystkich ludzi.
Talmud mówi ponadto, że "sprawiedliwi ludzie wszystkich narodów będą mieć udział w przyszłym świecie". Każdy nie-żyd, który żyje według tych praw, uznany jest za "sprawiedliwego spośród obcych", ger toszaw. Majmonides pisze, że odnosi się to do tych, którzy poznali Boga i przez oddanie Jemu, żyją w zgodzie z Prawami Noego. W swym monumentalnym dziele Miszne Tora, Majmonides stwierdza, że nie zasługują na miano sprawiedliwych ludzie żyjący według praw noachidzkich tylko ze względu na ich logiczność, lecz tylko ci, którzy przestrzegają tych praw, uważając je za słowa z uświęconego źródła, Tory.
Według opowieści biblijnej, wody potopu zalały cały świat, zabijając wszystkie żywe istoty lądowe. Przeżył tylko Noe, jego rodzina i zwierzęta, które zabrał na swoją Arkę. Po potopie, Bóg zawarł z Noem przymierze napominając go słowami:
Nie wolno wam tylko jeść mięsa z krwią życia. Upomnę się o waszą krew przez wzgląd na wasze życie – upomnę się o nią u każdego zwierzęcia. Upomnę się też u człowieka o życie człowieka i u każdego – o życie brata. [Jeśli] kto przeleje krew ludzką, przez ludzi ma być przelana krew jego, bo człowiek został stworzony na obraz Boga.
Talmud twierdzi, że zakaz jedzenia "mięsa z krwią życia" był dany Noemu, zaś pięć pozostałych przykazań otrzymali już wcześniej Adam i Ewa. Pierwszej ludzkiej parze nie dane było żywić się jakimkolwiek mięsem, nie tylko z żywych zwierząt. Pozostałe pięć zakazów żydowska tradycja wynosi z egzegezy pozornie niepotrzebnego zdania o rajskim ogrodzie z Księgi Rodzaju (zob. Rdz 2,16).
Judaizm nie tylko nie oczekuje od nie-żydów dostosowania się nakazów Tory, ale wręcz zabrania ich wypełniania w sposób nakazany potomkom Izraela. Współcześni żydzi ortodoksyjni odwodzą od konwersji na judaizm. W ich mniemaniu to Prawa Noego są dla nie-żydów drogą bezpośredniej i pełnej relacji z Bogiem.
Judaizm rabiniczny nigdy nie rozstrzygał żadnych spraw w świetle Praw Noego, choć nigdy nie orzeczono, że Praw nie można uznać za funkcjonalną część Halachy.